# Операції «Лабрадор» i «Опера»
45°48′42″ пн. ш. 15°58′54″ сх. д. / 45.81154° пн. ш. 15.981672° сх. д.
Операції «Лабрадор» i «Опера» (хорв. Operacije "Labrador" i "Opera") — спецоперації служби контррозвідки ЮНА, що проводилися в Загребі з 19 серпня 1991 р. на початковому етапі війни за незалежність Хорватії. 
У ході цих операцій було закладено і приведено в дію вибухові пристрої в приміщенні єврейської громади в Загребі і на єврейській частині столичного кладовища Мірогой. 
Такі дії були різновидом психологічної операції, а також формою неоголошеної війни проти Хорватії шляхом посиленої пропаганди та терористичних актів.
У рамках цієї антихорватської пропаганди телевізійні зображення потерпілих хорватів подавалися як зображення сербських жертв хорватських злочинів.
Назву «Опера» мало Відділення пропагандистської війни.